# 선데이리그
선데이리그(SundayLeague)는 한국에서 제작된 이성일 감독의 2020년 코미디 영화이다. 이성욱 등이 주연으로 출연하였다.

## 출연

### 주연
- 이성욱 : 준일 역
- 이순원 : 박씨 역
- 오치운 : 최씨 역
- 강영구
- 심우성 : 상만 역

### 조연
- 김그림 : 지혜 역
- 차성제 : 성준 역
- 유인혁 : 태진 역